# Tephrosia lupinifolia
Tephrosia lupinifolia là một loài thực vật có hoa trong họ Đậu. Loài này được DC. miêu tả khoa học đầu tiên.